# Negosiana negotiosa
Negosiana negotiosa är en insektsart som beskrevs av Gibson 1910. Negosiana negotiosa ingår i släktet Negosiana och familjen dvärgstritar. Inga underarter finns listade i Catalogue of Life.